# بيتر ندلوفو
بيتر ندلوفو (بالإنجليزية: Peter Ndlovu)‏ ، من مواليد 25 فبراير 1973 في بولاوايو في زيمبابوي، لاعب كرة قدم يلعب في منتخب زيمبابوي لكرة القدم.

## روابط خارجية
- بيتر ندلوفو على موقع الاتحاد الدولي (مؤرشف)  (الإنجليزية)
- بيتر ندلوفو على موقع قاعدة بيانات كرة القدم.إي يو (الإنجليزية)
- بيتر ندلوفو على موقع ناشيونال فوتبول تيمز (الإنجليزية)
- بيتر ندلوفو على موقع Soccerbase.com (لاعب) (الإنجليزية)
- بيتر ندلوفو على موقع عالم كرة القدم.نت (الإنجليزية)
- بيتر ندلوفو على موقع كووورة